# Simeon ben Menasja
R. Simeon ben Menasja (auch Simon ben Menassia) war ein jüdischer Gelehrter des Altertums, der zu den Tannaiten der vierten Generation gezählt wird und im zweiten Jahrhundert n. Chr. wirkte.
Er war ein Schüler Rabbi Meirs, von dem er Lehrsätze überliefert. Mit seinem Freund Jose ben Meschullam stand er an der Spitze der so genannten Heiligen Gemeinde in Jerusalem, eines an die Essener erinnernden frommen Zirkels, der ein Drittel des Tages dem Studium der heiligen Schriften, ein Drittel dem Gebet und das letzte Drittel der Arbeit widmete.
Mischna und Baraita überliefern eine große Zahl von Halachot Simeons. Vor allem Sifre bringt auch mehrere haggadische Schriftauslegungen, die ihn zum Autor haben.